# Baumkronenforschung

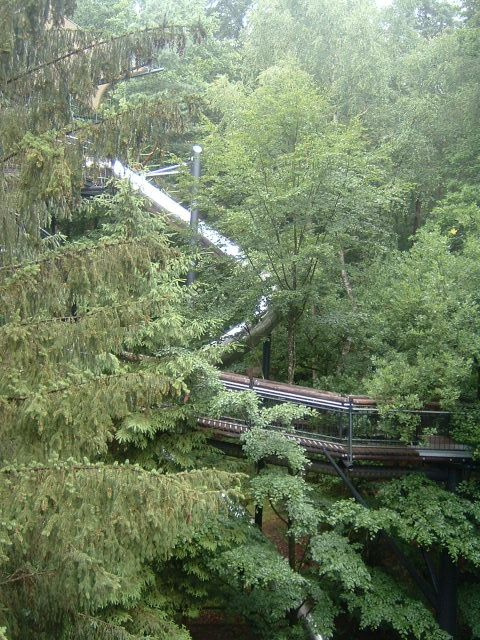
Baumwipfelpfad in Fischbach bei Dahn

Die Baumkronenforschung (englisch Canopy research) ist ein noch recht junges Teilgebiet der Biologie, deren Hauptziel es ist, die ökologischen Zusammenhänge in den obersten Etagen der Wälder zu erforschen.
Mit Hilfe von alpiner Kletterseiltechnik, Hängebrücken, hohen Gerüsten, mobilen Hebebühnen, großen Kränen oder ähnlichen Konstruktionen werden die Baumkronen zugänglich gemacht. Gelegentlich wurden auch Luftschiffe eingesetzt, siehe Heißluft-Luftschiff#Umweltbeobachtung. Mit unterschiedlichen Methoden werden zum Beispiel Tier- und Pflanzenarten, Pilze und Mikroorganismen, deren Häufigkeit, Individuenzahl und vertikale Verbreitung erfasst. Vor allem in den Tropen gilt den auf Ästen und Zweigen des Kronenraums aufsitzenden Pflanzen, so genannten Epiphyten (zum Beispiel Orchideen, Ananasgewächse, Aronstabgewächse, aber auch Moose und Flechten) besondere Aufmerksamkeit. Ferner werden physiologische Daten der Bäume (z. B. Transpiration und Photosyntheseraten) ermittelt. Den Rahmen für derartige Studien bilden begleitende meteorologische Untersuchungen, wie beispielsweise die Erfassung von Temperatur, Luftfeuchtigkeit, Strahlung und Windgeschwindigkeit in vertikaler Abfolge vom Waldboden bis zum Kronenraum und darüber hinaus. Durch diese Untersuchungen wurden in den letzten Jahren vor allem in tropischen Wäldern Hunderte neue Arten entdeckt, die den Augen der Forscher zuvor entgangen waren.

## Forschungsorganisationen
Einem Bericht der Fachzeitschrift Science zufolge untersuchen inzwischen weltweit mehrere hundert Physiologen, Taxonomen, Ökologen und Umweltschützer die Baumkronenregionen unterschiedlichster Wälder. Dachorganisationen der Baumkronenforscher sind das Global Canopy Programme (GCP) (auf Deutsch etwa: „Weltweites Baumkronenprogramm“) und das International Canopy Network (ICAN) („Internationales Baumkronennetzwerk“). Das International Canopy Crane Network („Internationales Baumkronen-Krannetzwerk“) ist ein loser Forschungsverbund von Kränen oder ähnlichen Zugangstechniken an 11 Standorten, in Panama (2 Kräne), Französisch-Guayana, Australien, Malaysia und Japan sowie in Deutschland (3 Kräne), der Schweiz und in einem Waldgebiet an der Westküste der USA (Nord-Oregon). Das „Global Canopy Programme“ mit Sitz in Oxford (Großbritannien) plant in den nächsten Jahren an 9 weiteren Standorten, vor allem in den Tropen (Afrika, Brasilien, Indien) Forschungseinrichtungen mit Baumkronenzugang (zumeist per Kran) zu errichten.

## Forschungsprojekte
Ein Hauptinteresse der Baumkronenforscher gilt u. a. den Wechselwirkungen zwischen „oben“ und „unten“. In den obersten Etagen der Wälder kann nämlich die Energie der Sonne von den Bäumen besonders intensiv genutzt werden, um zum Beispiel Blätter zu erzeugen, die nach dem Laubfall am Boden den Tieren und Mikroorganismen als Nahrungsgrundlage dienen können: Der Kronenraum ist in einigen Wäldern das produktivste Stockwerk des Waldes. In den Tropen kann der obere Kronenraum jedoch auch wüstenartige Verhältnisse aufweisen, da bei voller Sonneneinstrahlung die Luftfeuchte, im Gegensatz zum beschatteten Waldinneren, deutlich abnehmen kann. An diese zum Teil sehr stark ausgeprägten Unterschiede müssen sich die Organismen des Waldes anpassen. Dies ist einer der Gründe, weshalb vor allem in hohen und alten Wäldern im Kronenraum zum Teil ganz andere Arten angetroffen werden als am Waldboden.
Durch genaue und lang andauernde Beobachtung einzelner Baumgruppen kann ferner das Breitenwachstum der Kronen von unterschiedlichen Arten in einem Mischwald untersucht werden. Zwar ist seit langem bekannt, dass ein Wald kein einheitlich hohes Dach besitzt, sondern dass unterschiedliche Arten ihre Kronen in unterschiedlichen Höhen – also gestaffelt – entwickeln. Hingegen geht ein seitlicher Zuwachs stets zu Lasten benachbarten Bäume, und bis heute ist völlig unbekannt, welche Baumarten eines Waldes besonders durchsetzungsfähig sind.

### Wichtige Projekte
- Nigel Stork von der James Cook University in Queensland (Australien) leitet dort das Regenwald-Forschungszentrum und ist wissenschaftlicher Koordinator des australischen Baumkronenforschungskrans nördlich von Cairns.
- Margaret Lowman ist Direktorin des Marie Selby Botanical Gardens in Florida, der sich auf tropische Pflanzen spezialisiert hat. Sie untersucht vor allem die Ökologie der Baumkronen und die Beziehung zwischen Pflanzen und Insekten.
- Stephen Stillett von der Humboldt State University erforscht die Wipfelregionen kalifornischer Riesenmammutbäume und Küstenmammutbäume im Redwood-Nationalpark und in anderen kalifornischen Schutzgebieten.[2]
- Forschungsprojekte auf der Feldstation SMEAR II der Universität Helsinki untersuchen in einem borealen Nadelwald unter anderem die Atmosphärenchemie im Bereich der Wipfelregion.[3]
- Baumkronendachkräne des Smithsonian Tropical Research Instituts auf Barro Colorado, Panama, und San Lorenzo, Karibik[4]
- COPAS-System für Regenwaldforschung, Universität Ulm

### Der Kran von Leipzig-Burgaue
Forscher der Universität Leipzig befassen sich seit 20 Jahren unter anderem mit der Erkundung eines einheimischen Laubwaldes. Seit März 2001 schuf Wilfried Morawetz zusätzlich die Möglichkeit dies mit Hilfe eines Krans zu tun, der im naturnahen Leipziger Auenwald im Nordwesten Leipzigs im Naturschutzgebiet „Burgaue“ steht. Der Kran steht auf Schienen und kann mehr als 100 Meter weit bewegt werden. Durch ihn eröffnete sich einem interdisziplinären Forscherteam von Botanikern, Zoologen, Meteorologen, Ökologen und Forstwissenschaftlern die Möglichkeit, den gesamten Wald bis in etwa 35 Meter Höhe zu studieren und neue Einblicke in die Tier- und Pflanzenwelt der Baumkronen zu gewinnen. Dabei hielt der Leipziger Auwald einige Überraschungen bereit: Mit Fröschen in ostdeutschen Baumkronen hatten Wissenschaftler beispielsweise nicht gerechnet.
Untersucht wurde u. a. auch die Regenerationsfähigkeit des Waldes, ferner wurden Arbeiten zum zeitlichen Ablauf von Blühphasen, Blattaustrieb und Fruchtreife in Abhängigkeit von Baumart und Position in der Krone durchgeführt. Untersuchungen zum Blattfraß und zur „Schmackhaftigkeit“ von Blättern brachten neue Erkenntnisse über das Ernährungsverhalten von Spinnen und Insekten, wobei die Ergebnisse der Studien deutlich machten, dass viele Arten zum langfristigen Überleben auf einen naturnahen Wald mit hohem Totholzanteil angewiesen sind.

### Das Gerüst vom Kranzberger Forst
Ebenfalls seit mehr als einem Jahrzehnt machen gerüstartige Plattformen im Forst von Kranzberg die Kronen eines Buchenbestands in 27 Meter Höhe direkt zugänglich. Forscher der Technischen Universität München untersuchen hier im Rahmen des Sonderforschungsbereichs 607 der Deutschen Forschungsgemeinschaft, ob Steigerungen des Wachstums von Pflanzen – eine Voraussetzung um in der Konkurrenz mit Nachbarpflanzen bestehen zu können – gleichzeitig zu einer Einschränkung der Fähigkeit zur Abwehr von Parasiten führt.
Ferner infizierten die Forscher beispielsweise Buchenzweige aus Sonnen- und Schattenkronen mit dem Pilz Apiognomonia errabunda (dem Erreger der „Apiognomonia-Blattbräune“ der Buche) und setzten die Blätter danach einer erhöhten Ozon-Konzentration aus. So konnte analysiert werden, wie die pilzinfizierten Blatttypen auf unterschiedlich hohe Ozonbelastungen reagieren.

### Der Hubsteiger vom Hainich
Die Göttinger Geobotanikerin Annika Frech untersucht im größten zusammenhängende Laubwaldgebiet Deutschlands, dem nordöstlich von Eisenach gelegenen Hainich, mit Hilfe eines so genannten Hubsteigers, wie verschiedenartige Bäume den Kronenraum unter sich aufteilen. Ihre Befunde aus bis zu 30 Metern Höhe deuten darauf hin, dass sich Bäume nicht allein durch die Abschattung anderer Pflanzen in eine vorteilhafte Position bringen können, sondern auch durch robuste Äste: Wenn ein Waldbaum seine Krone durch starkes Wachstum ausdehnt, stößt er stets und rasch in den Kronenbereich von Nachbarbäumen vor. Bei Sturm schlagen dann die Äste der konkurrierenden Bäume oft heftig aneinander, was regelmäßig Beschädigungen zur Folge hat; je robuster das Astwerk ist, desto vorteilhafter wirkt sich dies bei Sturm aus.

### Der Kran von Hofstetten
Christian Körner aus Basel untersucht seit 1999 mit einem 45 Meter hohen Kran den Forst von Hofstetten. In diesem Projekt begast Körner einen Teil des Waldes mit einer erhöhten Konzentration an Kohlendioxid (CO2), wie sie künftig erwartet wird, um die Auswirkung dieser (lokal) veränderten Atmosphäre auf den Wald und seine Lebensgemeinschaft (Tiere, Pflanzen, Pilze) zu erforschen.

### Baumkronenpfade im Hainich
Eine Gruppe des Thüringer Entomologenverbandes stellt seit Jahren anschaulich den Baumkronenpfad an der Thiemsburg im Nationalpark Hainich als Forschungsplattform unter Beweis. Erste Ergebnisse zur Biodiversität der Entomofauna in den verschiedenen Waldstockwerken liegen bereits vor.

## Belege
1. ↑  Elizabeth Pennisi: Sky-High Experiments. In: Science. Band 309, Nr. 5739, 2005, S. 1314–1315, doi:10.1126/science.309.5739.1314.
2. ↑   www.humboldt.edu (Memento vom 4. Januar 2013 im Internet Archive) Webseite von Stephen Stillett, Kenneth L. Fisher Chair in Redwood Forest Ecology, Humboldt State University, bis 2016. aktuelle Webseite (Stand: Mai 2022). 
 Richard Preston, James Balog: Spitzenforschung. In: GEO. 04/2008, S. 92–111.
3. ↑  Übersicht über die Forschungsprojekte der Feldstation SMEAR II der Universität Helsinki. Auf: atm.helsinki.fi, zuletzt abgerufen am 23. Mai 2022.
 R. L. Mauldin III et al.: A new atmospherically relevant oxidant of sulphur dioxide. In: Nature. Band 488, Nr. 7410, 2012, S. 193–196, doi:10.1038/nature11278.
4. ↑  Canopy Access Cranes. Smithsonian Tropical Research Institute (stri.si.edu).
5. ↑  Martin Unterseher: Schmackhaftigkeit der Blätter. In: Universität Leipzig (Hrsg.): Journal. Heft 4/2007, S. 25.
6. ↑  TUM - Mitteilungen der Technischen Universität München. Heft 3/2007, S. 47.
7. ↑  Der Baumkronenpfad im Hainich. Auf: baumkronen-pfad.de, zuletzt abgerufen am 23. Mai 2022.